# Hôtel de Brantes
L'hôtel de Brantes est un bâtiment situé à Avignon, dans le département de Vaucluse.

## Histoire
Au début du XVIIe siècle, on trouve trois maisons à l'emplacement de l'hôtel. Elles sont achetées entre 1622 et 1685. La première par Ulivieri-Romolo del Bianco (Olivier du Blanc), les deux autres par son fils Alexandre. Ulivieri-Romolo del Bianco (Olivier du Blanc) était originaire du village de Bivigliano (commune de Vaglia) et a été baptisé dans l'église San Romolo (it) le 8 février 1582. Il est appelé à Avignon par son oncle Barthelemi del Bianco qui a été pourvu de la charge de payeur des troupes d'Avignon après un voyage à Rome, puis de celle de collatéral de ces mêmes troupes vers 1600. Cette charge équivalente à celle d'inspecteur et de commissaire est alors toujours exercée par des Italiens de famille noble. Dans les actes qu'il a passé à Avignon, il se qualifie de gentilhomme ou de noble florentin. En 1630, il fait de son neveu son héritier pour exercer la charge de collatéral des troupes. Olivier del Bianco y a été marié en 1611 avec Suzanne de Calvet. Son fils aîné Alexandre del Bianco a francisé son nom en du Blanc. Comme son père, ce dernier est collatéral ou « pagadour », c'est-à-dire du payeur général, des troupes du pape à Avignon et le Comtat Venaissin, gouverneur du château de Sorgues et capitaine des portes du palais apostolique. Il s'est marié en 1651 avec Marie Piélat dont le frère et le neveu ont été trésoriers de la Légation d'Avignon. C'est ce dernier qui a fait démolir les maisons pour les remplacer par un hôtel. Il a été commencé au plus tôt en août 1685 et a été terminé au plus tard en novembre 1686. D'après le guide Avignon. Le guide musées, monuments, promenades, l'hôtel pourrait être de Pierre II Mignard.
Son fils aîné, Pierre du Blanc (1673- ), est lui aussi collatéral des troupes d'Avignon, gouverneur-seigneur de La Roque-sur-Pernes, gouverneur du château d'Entrechaux, capitaine des portes du palais apostolique et marquis de Brantes par l'acquisition qu'il en fait de la maison des Laurents en 1697. Il a été marié deux fois. De son second mariage en 1696 avec Françoise de Cambis (1675-1759) il a eu Joseph Ignace du Blanc, marquis de Brantes (†1779) qui a eu de son second mariage, avec Louise Angélique de Caulaincourt, Marc Louis du Blanc, marquis de Brantes (1759- ). En 1728, il qualifie l'hôtel de «grande maison neuve». Il est probable que la façade qu'elle ait été modifiée ou refaite dans la seconde moitié du XVIIe siècle comme semble le montrer les chaînes de refends aux angles et à l'attique et les œil-de-bœuf ovales qui sont caractéristiques de cette période.
En 1784 a paru l'opuscule Aérostat Construit par les soins du Marquis de Brantes, d'Avignon qui avait été financé par Marc Louis du Blanc de Brantes et lancé dans le domaine de Brantes près du village de Sorgues, dans le Comtat Venaissin, le 4 avril 1784. La devise placée sur l'équateur du ballon avait été rédigée par Antoine François Marie Artaud (1767-1838), ancien rédacteur du Courrier d'Avignon et qui a été directeur des Musées de Lyon et archéologue.
L'hôtel de Brantes est resté dans la famille pendant la Révolution car les Brantes n'ont pas émigré. Il est ensuite passé, par son mariage en 1809 avec Louise Augustine Sibylle du Blanc de Brantes (1779-1848), fille de Marc Louis du Blanc de Brantes, à Jean-Girard Lacuée de Cessac, membre de l'Institut, député au Conseil des Anciens, général de division en 1806 et ministre de la guerre en 1810, doyen de l'Académie française.
En 1808, le préfet du Vaucluse avait proposé d'acheter l'hôtel de Brantes pour y loger l'archevêque concordataire d'Avignon, Mgr Jean-François Périer. Ce dernier a refusé.
L'hôtel de Brantes abrite aujourd'hui les services culturels de la Ville.

## Protection
L'hôtel est inscrit au titre des monuments historiques le 2 décembre 1932.